# تاريخ الناصرة (كتاب)
كتاب تاريخ الناصرة هو كتاب كتبته الكاتبة والشاعرة والمؤرخة نهى زعرب قعوار، وهو ذو 678 صفحة، يحكي عن تاريخ مدينة الناصرة، وهو أكبر كتاب عن الناصرة.
كتاب تاريخ الناصرة يحتوي على 668 صفحة ذات محتوى كبير ولقد طلب من أمريكا ومن كندا وإنجلترا وفرنسا وألمانيا ومن لبنان والأردن. كما طلب من مكتبة الكونغرس ومن العديد من رجال الفكر في أمريكا، وأيضا من العديد من المؤسسات الأردنية كمؤسسة عبد الحميد شومان، والمكتبة الوطنية، ومن مؤسسة الدراسات الفلسطينية في لبنان وفي القدس، ومن العديد من الجامعات.

## محتويات الكتاب
- تاريخ الناصرة.. شعر
- إهداء
- مقدمة وتمهيد
- الفصل الأول
  - اسم مدينة الناصرة
  - موقعها وأبعادها
  - تضاريسها
  - مناخها
  - جبالها
  - الناصرة العليا
- الفصل الثاني
  - مساكن الناصرة
  - البلدة القديمة
  - أحياء الناصرة
  - البناء في الناصرة
  - أسواق الناصرة
  - الصناعات في الناصرة
  - التجارة والعملة
  - إحصاء السكان
  - الناصرة بأرقام
- الفصل الثالث
  - الناصرة في بطون التاريخ
  - الناصرة قديما.. تاريخ بكلمات
  - الناصرة في عهد السيد المسيح
  - الموقع التاريخية في الناصرة وقضاها
  - الأماكن التي يقصدها السياح اليوم
  - الناصرة في الكتاب المقدس
  - الناصرة حسب أقوال المؤرخين
  - الناصرة قديما وحديثا
- الفصل الرابع
  - عين العذراء مصادر المياه قديما في الناصرة
  - مصادر المياه السابقة والحالية
  - الينابيع في الناصرة
  - الأمطار في الناصرة
  - صلاة الغيث
- الفصل الخامس
  - المدارس والتعليم في الناصرة
  - التعليم في الناصرة قديما وحديثا
  - الأناشيد المدرسية في الناصرة
  - حتى عام 1948
- الفصل السادس
  - المعالم الأثرية في الناصرة
  - الحمام التركي
  - المسكوبية
  - الأورفنج
  - شنلر
  - دير أبو اليتامى..السلزيان
  - تيراسانطة
- الفصل السابع
  - الأزياء والحلي قديما في الناصرة
  - عادات أهل الناصرة في الزواج
  - أحزان أهل الناصرة
  - الولادة عند أهل الناصرة
  - المآكل في الناصرة
- الفصل الثامن
  - أراضي الناصرة
  - موقع أراضي الناصرة
  - مرج ابن عامر
  - من أغاني أهل الناصرة
  - عن مرج ابن عامر
  - قرى قضاء الناصرة قديما
  - القرى في قضاء الناصرة
  - قائمة بأسماء القرى
  - سكان قضاء الناصرة
  - مساحة قضاء الناصرة
- الفصل التاسع
  - كنيسة البشارة للاتين
  - المعالم الأثرية لكنيسة البشارة
  - كنيسة البشارة للاتين في عهد الصليبيين
  - كنيسة مار يوسف
  - كنيسة البلاطة
  - كنيسة سيدة الرجفة
  - بيت العذراء
  - عجيبة نقل بيت العذراء إلى لورتو
- الفصل العاشر
  - كنيسة البشارة للروم الأرثوذكس في الناصرة
  - كنيسة البشارة للروم الأرثوذكس في عهد ظاهر العمر
  - كيف وجد ثوب العذراء مريم في مدينة الناصرة
  - كنيسة دار المطران.. مار جريس.. القلاية
  - المحكمة الكنسية الأرثوذكسية
  - كنيسة قصر المطران
  - تسليط الأضواء على حقائق تاريخية عن أملاك وأوقاف
  - الطائفة العربية المسيحية الأرثوذكسية في البلاد
- الفصل الحادي عشر
  - كنيسة الموارنة (مار انطونيوس)
  - كنيسة الكاثوليك (المجمع)
  - المدرسة الإكليريكية (المطران)
  - كنيسة المسيح الإنجيلية
  - الكنيسة الانجيلية المعمدانية
  - المدرسة المعمدانية
  - الكنيسة القبطية
  - نبذة عن تاريخ الطائفة الأرمنية
  - الكنيسة الارمنية الأرثوذكسية
  - احتفال الأرمن بترجمة التوراة
- الفصل الثاني عشر
  - الفرنسيسكان في الناصرة
  - مدرسة راهبات الفرنسيسكان
  - راهبات الناصرة
  - راهبات المحبة
  - راهبات مار يوسف الظهور
  - راهبات المخلص
  - راهبات الكلاريس
  - شارل دي فوكو (عاشق الناصرة)
  - راهبات القديسة حنة
  - راهبات الكرميلين أو البيض
  - رابطة اخوة يسوع
  - الأب هوجو «دون جونيلا»
- الفصل الثالث عشر
  - المقدسات الإسلامية
  - الجامع الأبيض
  - مسجد السلام
  - ملجأ السلام للعجزة
  - النبي سعين
  - الشيخ عامر
  - عبد الصمد
  - شهاب الدين
  - مقام الأربعين
  - التاريخ الهجري
- الفصل الرابع عشر
  - الفنادق
  - الخانات
  - الكازانوفا
- الفصل الخامس عشر
  - بلدية الناصرة
  - رؤساء البلدية
  - المؤسسة الإدارية
  - مشروع ترميم أحياء البلدة القديمة
  - مشروع الناصرة 2000
- الفصل السادس عشر
  - أصل سكان الناصرة
  - نبذة من التاريخ
  - لمحة تاريخية عن أصل السكان المسيحيين
  - المسيحيون في الناصرة
  - المبنى الديني والطائفي في الناصرة
  - المسلمون
  - عائلات الناصرة القديمة
- الفصل السابع عشر
  - المستشفيات
  - المستشفى الإنجليزي
- مستشفى الناصرة
- المستشفى الفرنسي
- مستشفى العائلة المقدسة
- الفصل الثامن عشر
  - العصور التي مرت على الناصرة
  - نبذة قصيرة عن بلادنا
  - سكان الناصرة
  - فترة الصليبيين
  - الناصرة في عهد الصليبيين
  - الصليبيون في بلاد الشرق
  - نهاية عهد الصليبيين
  - الصليبيون والمماليك
  - الناصرة في زمن المماليك
  - العهد العثماني
  - الحكم العثماني في الناصرة
  - المدارس في عهد العثمانيين
  - دراسات عربية وإسلامية
  - الناصرة في عهد ظاهر العمر
  - أحمد باشا الجزار
  - إبراهيم باشا
  - عقيل آغا الحاسي
  - شكري بك العسلي
  - فترة الانتداب البريطاني
  - عصبة التحرر الوطنية
  - نبذة عن تاريخ الناصرة قبل احتلال اليهود
  - احتلال اليهود للناصرة
  - تغييرات في الناصرة بعد عام 1948
  - العرب الذين يعيشون في البلاد منذ عام 1948
  - مشروع التطوير والتهويد في قضاء الناصرة
  - جدول بأسماء المستوطنات وعدد سكانها
- الفصل التاسع عشر
  - بر الشام
  - الجليل موطن الإنسان القديم ومركز البشارة وتعاليم المسيح
  - أسماء الأرض المقدسة
  - جدول من سكنوا الأرض المقدسة
  - صلة العرب بالعبرانيين
  - كيف حدد اليهود الأرض المقدسة في أسفار العهد القديم
  - جدول سلالة أولاد نوح
  - سكان الجنوب في غربي الأردن وشرقي فلسطين..شرق الأردن
  - سكان الوسط في شرقي الأردن وغربيه..فلسطين
  - سكان الشمال في شرقي الأردن وغربيه فلسطين
  - عصر العبرانيين
  - أصل سكان فلسطين
  - أسباب ادعاء اليهود بان فلسطين أرض أجدادهم
  - أسباب ضعف دولة إسرائيل
  - الفلسطينيون
  - الشعوب الآتية من البحر
  - أصل الفلسطينيين
  - الاستقرار الأول للفلسطينيين
  - فتح العرب لفلسطين
- الفصل العشرون
  - أعلام الفكر والعلم والأدب
  - أدباء وشخصيات عاشت على أرض الناصرة قديما وحديثا
  - تواريخ مهمة في حياة الفلسطينيين
- الخاتمة
- شعر بلدي الناصرة
- من أمثال أهل الناصرة
- معاني أسماء الأشهر
- مصادر ومراجع الكتاب
- دليل خارطة الناصرة قديما

## ما ورد عن الكتاب
كتب بروفيسور ايلي ريخيس رئيس مشروع السياسة العربية في إسرائيل، في جامعة تل ابيب:
«ان هذا الكتاب يحكي عن تاريخ الناصرة والمنطقة بشكل واسع جدا، ومن غير شك فهو يخدم التلميذ وطالب الجامعة والباحث وكل من يريد الدراسة عن اصل العرب في إسرائيل».
كتب السيد نبيل عودة المسؤول عن موقع عرب 48 في الإنترنت عن كتاب تاريخ الناصرة الكثير. يمكن مطالعة ما كتبه السيد نبيل عودة هنا.
وكتب الشاعر منيب مخول عن كتاب تاريخ الناصرة يقول:

إلى الصفحة التي عصيت على الكلمة الرخيصة.....
والى القمة التي لم تَنْحَنِ لتنال الثناء الرخيص........
إلى الشاعرة نهى زعرب قعوار
مع اطيب التمنيات

المصدر:

## المؤلفة
نهى زعرب قعوار هي كاتبة وشاعرة وباحثة ومؤرخة من مدينة الناصرة. ألفت العديد من الكتب، منها كتاب تاريخ الناصرة وكتب شعرية ومسرحية شعرية وعدة كتب للأطفال وأيضا عدة كتب لا زالت تحت الطبع.

## وصلات خارجية
- موقع الشاعرة نهى زعرب قعوار - القسم «مؤلفاتها»